# Marietta Holley
Marietta Holley (nom de ploma: Jemyma, més tard, l'esposa de Josiah Allen; Ellisburg, 16 de juliol de 1836 – 1 de març de 1926), va ser una humorista nord-americana que va utilitzar la sàtira per criticar la societat i la política estatunidenca. Holley va gaudir d'una prolífica carrera d'escriptora i fou una autora d'èxit a finals del segle xix, tot i que va a ser gairebé oblidada després de la seva mort. Juntament amb Frances Miriam Whitcher i Ann S. Stephens, Holley es considera una de les primeres dones humoristes conegudes dels Estats Units i la seva narrativa sovint es va comparar a la de Mark Twain i Edgar Nye. El seu humor es dirigia a totes les classes socials, sense distingir entre homes i dones ni posició social. Els seus llibres han tingut molta repercussió a Europa.

## Educació i anys primerencs
Holley va néixer en una casa humil a Ellisburg, als afores d'Adams, a l'estat de Nova York, el 16 de juliol de 1836. Era la més jove dels set fills de Mary Tabor i John Milton Holley i la família vivia en una granja petita al comtat de Jefferson.
Va rebre una educació bàsica en una escola de barri i, més tard, excepte per les classes de música i francès, continuà els estudis a casa. Als catorze anys, va acabar l'educació formal per ajudar la seva família donant classes de piano. En un primer moment aspirava a ser pintora de renom, però la seva afecció per la poesia, que havia escrit des de ben jove, va fer que finalment es decantés per aquesta disciplina. Amb tot, Holley va abandonar les dues arts i inicià la seva carrera com a escriptora en l'adolescència, encara que no va publicar res fins al 1876.

## Carrera

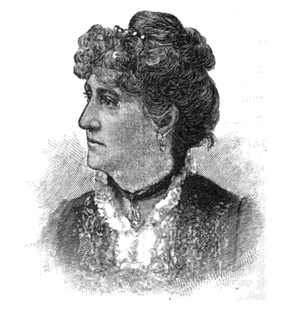
Marietta Holley (1888)

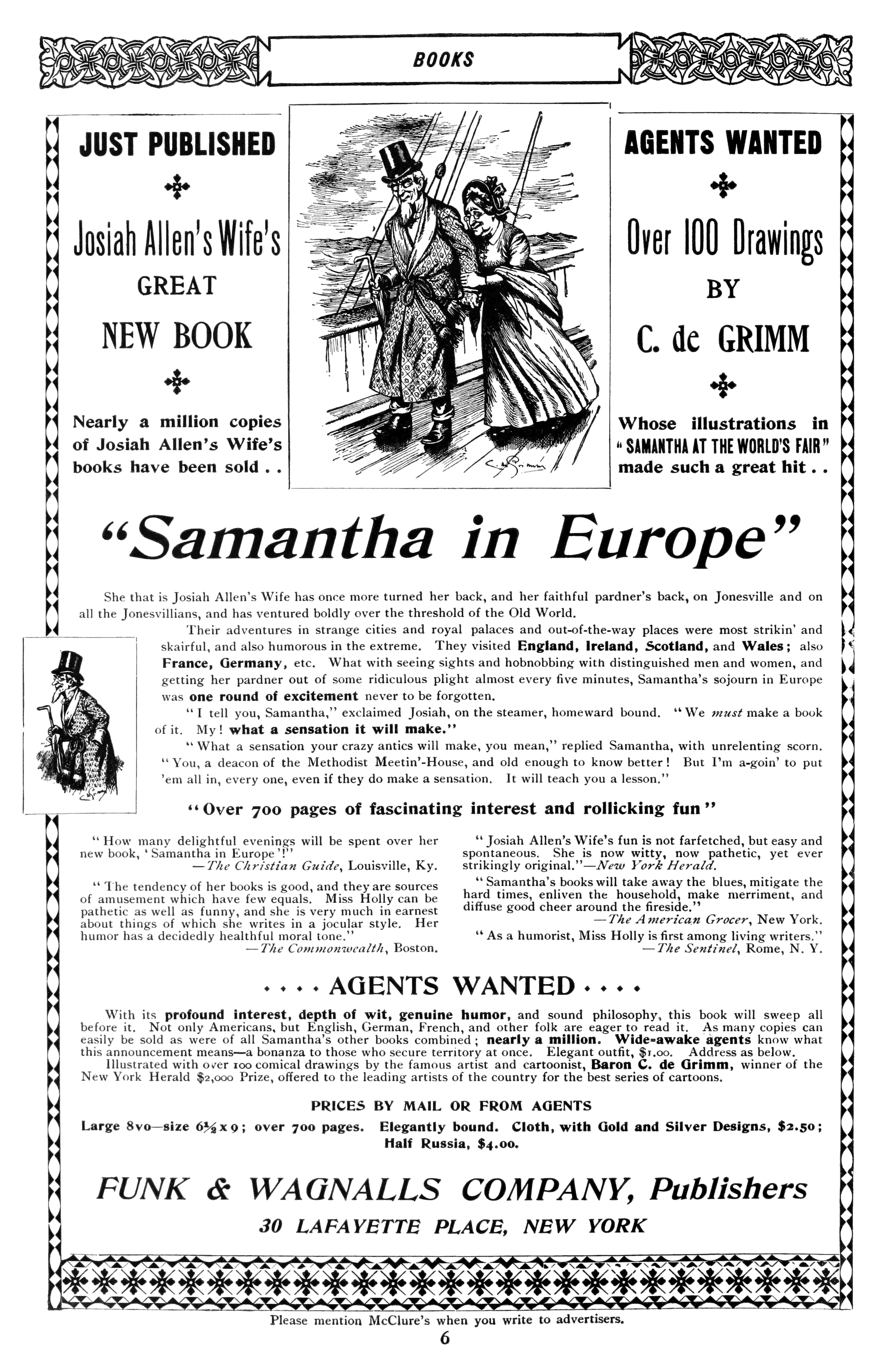
Article 'Samantha dins Europa' publicat en gener de 1896 en la Revista McClure

Amb disset anys, es va convertir a la fe baptista i es va unir a l'Església baptista d'Adams Village. El seu pare va morir quan ella tenia 25 anys, per la qual cosa Holley començà a encarregar-se de la granja i el manteniment de la seva mare malalta i la seva germana.
La seva primera publicació impresa fou Adams Journal amb el pseudònim de "Jemyma". L'editor de la revista va animar la jove aspirant amb algun elogi oportú, tal com faria Charles J. Peterson, l'editor per al qual treballà més tard. Els editors de Christian Union van publicar un article de Holley que anomenaren "un petit poema dolç". Va escriure també per a Independent i moltes altres revistes setmanals i mensuals. El que publicava en aquell temps eren majoritàriament poemes, que foren àmpliament reproduïts als Estats Units i a Europa.
El primer pseudònim que adoptà fou "Josiah, la muller d'Allen ". Aquells articles van atreure l'atenció d'Elijah Bliss, president de l'American Publishing Company de Hartford, qui va instar-la a escriure un llibre per a ell, que fou un èxit immediat i es va reeditar a Anglaterra i Canadà. El llibre es titulava My Opinions and Betsy Bobbet's (Les meves opinions i les de Betsy Bobbet, 1872).
El seu segon llibre, Samantha at the Centennial (Samantha al Centenari), va aparèixer el 1877, i va tenir una bona acollida de públic. El van seguir The Wayward Pardner, que va aparèixer el 1880, i Miss Richard's Boy, un llibre d'històries publicat al 1882, tots dos editats per l'American Publishing Company. La mateixa firma va editar un poema il·lustrat anomenat The Mormon Wife. A continuació va escriure Sweet Cicely (Nova York, 1885), una obra en prosa en la qual mostrava el seu horror de la intemperança i el seu desig de veure els joves del seu país apartats de l'alcoholisme. La van seguir Samantha at Saratoga (Filadèlfia, 1887) i Poems (Nova York, 1887), on va revelar força i tendresa, però contravenia el gust popular per l'humor grotesc que havia caracteritzat les seves obres en prosa. Samantha Amongst the Brethern va aparèixer al 1891.
Un cop convertida en una novel·lista d'èxit, va construir una mansió anomenada "Bonnie View" a prop de la casa de la seva família a Pierrepont. Entre 1873 i 1914 va escriure més de 25 llibres, incloent una col·lecció de poemes, dos drames i un poema llarg. Entre les seves novel·les hi havia una sèrie de deu llibres que detallava els viatges i la vida matrimonial de Samantha i Josiah Allen. Holley va passar la major part de la seva vida a prop de la granja de la seva família i, a part de Saratoga i Coney Island, mai va visitar els llocs on enviava els seus protagonistes de ficció; per obtenir els detalls necessaris, va recórrer a mapes, guies i descripcions.
Els seus llibres es van traduir a diferents idiomes i li van aportar uns ingressos còmodes. Molts escriptors i sufragistes contemporanis la tenien en gran estima i entre els seus amics figuren noms com Susan B. Anthony, Twain o Clara Barton. Anthony va demanar sovint a Holley que pronunciés discursos a les convencions de sufragistes, a causa del seu suport al sufragi femení, però ella va rebutjar les aparicions públiques.